# Nariñotapaculo
Der Nariñotapaculo (Scytalopus vicinior, Syn.: Scytalopus panamensis vicinior), zählt innerhalb der Familie der Bürzelstelzer (Rhinocryptidae) zur Gattung Scytalopus.
Früher wurde die Art als konspezifisch mit dem Chocótapaculo (Scytalopus chocoensis) angesehen, vorher war sie als Unterart (Ssp.) des Tacarcunatapaculo (Scytalopus panamensis) angesehen und als Scytalopus panamensis vicinior bezeichnet worden.
Die Art kommt in Ecuador, Kolumbien und Panama vor.
Das Verbreitungsgebiet umfasst Unterholz im tropischen oder subtropischen feuchten Bergwald von 1300 bis 1600 und von 2000 bis 2200 m Höhe. In tieferen Lagen ist der Lebensraum des Chocótapaculos (350 bis 950 m), weiter oberhalb der des Ecuador-Rostflankentapaculos (Scytalopus spillmanni) (1900 bis 3200 m).
Das Artepitheton bezieht sich auf das Verbreitungsgebiet im Departamento de Nariño in Kolumbien.

## Merkmale
Der Vogel ist 12 bis 13 cm groß, das Männchen wiegt etwa 22, das Weibchen 24 g. Beim Männchen ist die Kappe dunkelgrau mit schwärzlichen Federspitzen, der Nacken ist dunkelbraun, die Oberseite ist dunkelgrau oder dunkelbraun, Schwanzoberseite, Flügeldecken und Ränder der Steuerfedern sind ziemlich dunkelbraun. Die Unterseite ist grau, Flanken und Schwanzunterseite ockerfarben braun mit angedeuteter schwärzlicher Bänderung. Das Weibchen unterscheidet sich durch etwas heller graue Kehle und mehr Ocker auf der Unterseite. Die Iris ist dunkelbraun, der Schnabel schwärzlich, die Füße bräunlich-grau.
Die Art ist monotypisch.

## Stimme
Der Gesang wird als schnelle Folge deutlicher, klingender Töne, die mit einem kurzen Stocken beginnen, dann über 15 bis 30 s weiter gehen „pididi-ü—ü--ü--ü--ü--ü--ü--ü--ü--ü--ü“ sowie als gemütliche froschartige Laute mit einer Geschwindigkeit von 2 pro Sekunde beschrieben.

## Lebensweise
Die Nahrung besteht aus Insekten, die Art lebt ziemlich versteckt im Wald.
Über die Brutzeit ist nichts Genaues bekannt.

## Gefährdungssituation
Der Bestand gilt als nicht gefährdet (Least Concern).